# Kläden (bij Arendsee)
Kläden is een stadsdeel van de Duitse stad Arendsee (Altmark) in de deelstaat Saksen-Anhalt. Kläden was tot 1 januari 2010 een zelfstandige gemeente in de Altmarkkreis Salzwedel.